# Hrabstwo Jones (Karolina Północna)

Piramida wieku hrabstwa

Hrabstwo Jones (ang. Jones County) – hrabstwo w Karolinie Północnej. Według spisu z 2000 liczyło 10381 mieszkańców. Powierzchnia hrabstwa wynosi 473 mile2. Siedzibą hrabstwa jest Trenton. Powstało w 1779 przez odłączenie się z hrabstwa Craven. Według danych United States Census Bureau w 2000 roku w hrabstwie Jones było 4061 gospodarstw domowych i 2936 rodzin.

## Miejscowości
- Trenton
- Maysville
- Pollocksville

## Sąsiednie hrabstwa
- Hrabstwo Craven (północny wschód)
- Hrabstwo Carteret (południowy wschód)
- Hrabstwo Onslow (południe)
- Hrabstwo Duplin (zachód)
- Hrabstwo Lenoir (północny zachód)